# 51.ª edición de los Premios Óscar
La 51.ª edición de los Óscar premió a las mejores películas de 1978. Organizada por la Academia de Artes y Ciencias Cinematográficas, tuvo lugar en el Dorothy Chandler Pavilion de Los Ángeles el 9 de abril de 1979. La ceremonia fue presentada por el actor Johnny Carson por primera vez.
El cazador ganó cinco premios de los principales, incluido el Óscar a la mejor película. Otros ganadores fueron El regreso con tres estatuillas, El expreso de medianoche con dos. 
Esta edición será recordado por contar con la participación de celebridades quienes hicieron su última aparición publica en esta ceremonia; el caso más destacado es de John Wayne, que recibió una ovación cuando fue a presentar el Óscar a la mejor película. El 11 de junio, dos meses después de la ceremonia, moriría por complicaciones en un cáncer de estómago. También lo fue Jack Haley, el padre del productor de Jack Haley Jr., que presentó el Óscar al mejor diseño de vestuario con su compañero de reparto en el El Mago de Oz Ray Bolger, también fallecería debido a un Infarto agudo de miocardio el 6 de junio, días antes del fallecimiento de John Wayne.

## Ganadores y nominados

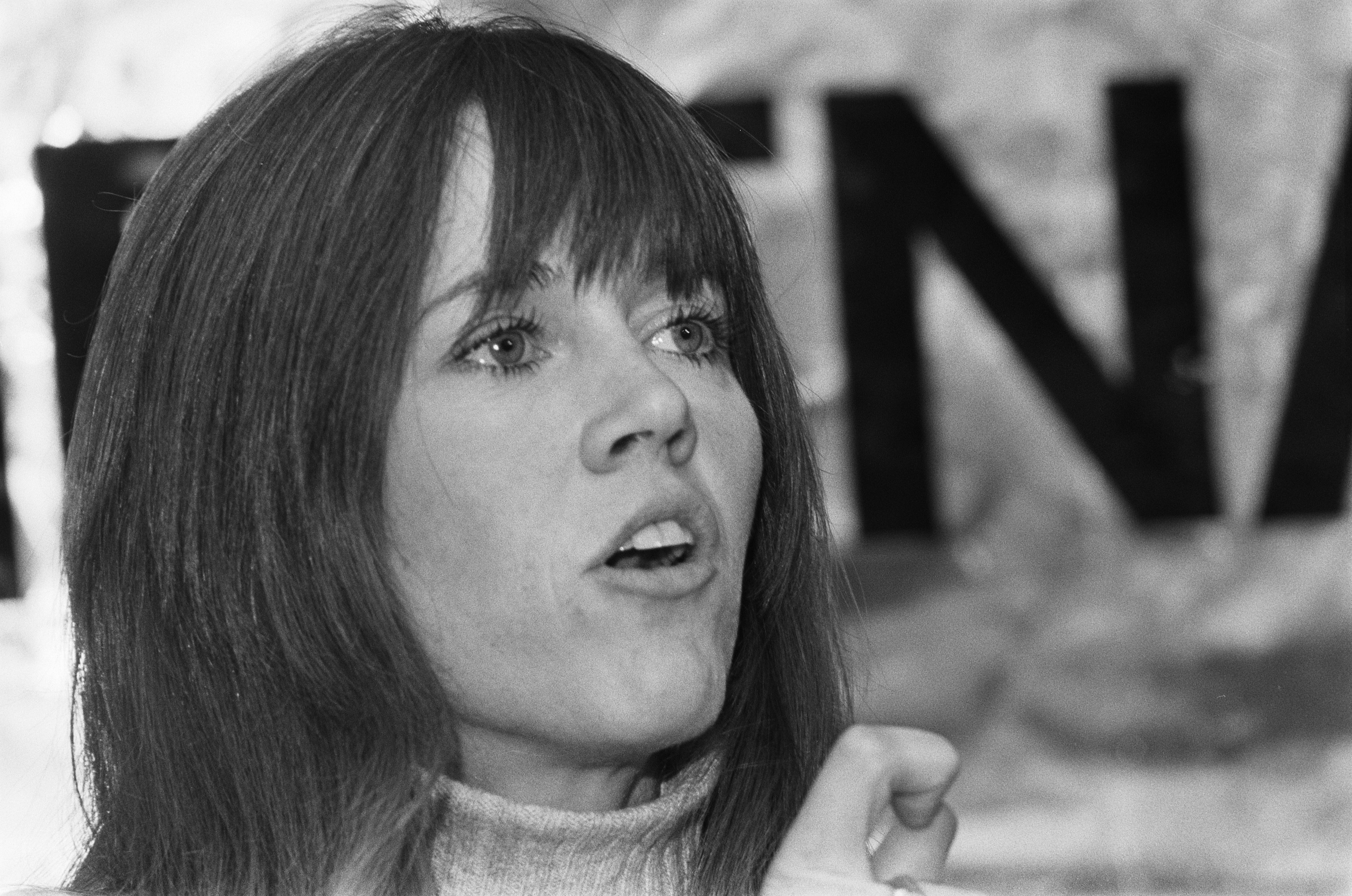
Jane Fonda, Ganadora como Mejor Actriz

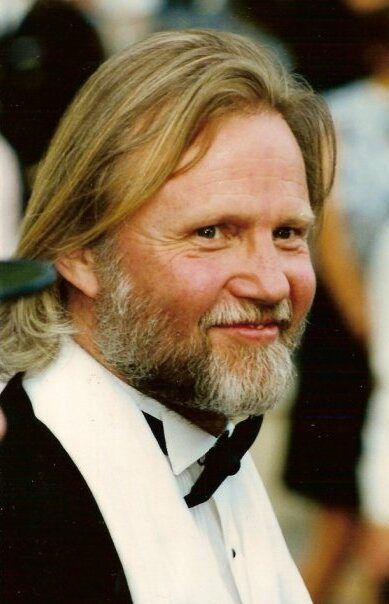
Jon Voight, Ganador como Mejor Actor

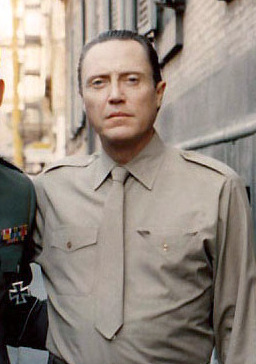
Christopher Walken, Ganador como Mejor Actor secundario

Indica el ganador dentro de cada categoría, mostrado al principio y resaltado en negritas y en letras pequeñas se indican los presentadores. A continuación se listan los nominados y ganadores:
| Mejor películaPresentado por:John WayneThe Deer Hunter (El cazador) – Barry Spikings, Michael Deeley, Michael Cimino y John Peverall productor - Coming Home (El regreso) – Jerome Hellman productor - Heaven Can Wait (El cielo puede esperar) – Warren Beatty productor - Midnight Express (El expreso de medianoche)– Alan Marshall y David Puttnam productores - An Unmarried Woman (Una mujer descasada) - Paul Mazursky y Anthony Ray productores | Mejor directorPresentado por: Francis Ford Coppola y Ali MacGrawMichael Cimino - The Deer Hunter (El cazador) - Hal Ashby - Coming Home (El regreso) - Warren Beatty y Buck Henry - Heaven Can Wait (El cielo puede esperar) - Woody Allen - Interiors (Interiores) - Alan Parker - Midnight Express (El expreso de medianoche) |
| Mejor actor Presentado por: Ginger Rogers y Diana Ross John Voight - Coming Home (El regreso) como Luke Martin - Warren Beatty - Heaven Can Wait (El cielo puede esperar) como Joe Pendleton/Leo Farnsworth/Tom Jarrett - Gary Busey - The Buddy Holly Story (La historia de Buddy Holly) como Buddy Holly - Robert De Niro - The Deer Hunter (El cazador) como Sargento Michael "Mike" Vronsky - Lawrence Olivier - The Boys From Brazil (Los niños del Brasil) como Ezra Lieberman | Mejor actriz Presentado por: Shirley MacLaine y Richard Dreyfuss. Jane Fonda - Coming Home (El regreso) como Sally Hyde - Ingrid Bergman - Höstsonaten (Sonata de otoño) como Charlotte Andergast - Ellen Burstyn - Same Time, Next Year (El próximo año a la misma hora) como Doris - Jill Clayburgh - An Unmarried Woman (Una mujer descasada) como Erica Benton - Geraldine Page - Interiors (Interiores) como Eve |
| Mejor actor de reparto Presentado por: Dyan Cannon y Telly Savalas. Christopher Walken - The Deer Hunter (El cazador) como Caporal Nikanor "Nick" Chevotarevich - Bruce Dern - Coming Home (El regreso) como Capitán Bob Hyde - Richard Farnsworth - Comes a Horseman (Llega un jinete libre y salvaje) como Dodger - John Hurt - Midnight Express (El expreso de medianoche) como Max - Jack Warden - Heaven Can Wait (El cielo puede esperar) como Max Corkle | Mejor actriz de reparto Presentado por: George Burns y Brooke Shields Maggie Smith - California Suite como Diana Barrie - Dyan Cannon - Heaven Can Wait (El cielo puede esperar) como Julia Farnsworth - Penelope Milford - Coming Home (El regreso) como Vi Munson - Maureen Stapleton - Interiors (Interiores) como Pearl - Meryl Streep - The Deer Hunter (El cazador) como Linda |
| Mejor guion original Presentado por: Lauren Bacall y Jon Voight Coming Home (El regreso) - Nancy Dowd, Waldo Salt y Robert C. Jones - Höstsonaten (Sonata de otoño) - Ingmar Bergman - The Deer Hunter (El cazador) - Michael Cimino, Deric Washburn, Louis Garfinkle y Quinn K. Redeker - Interiors (Interiores) - Woody Allen - An Unmarried Woman (Una mujer descasada) - Paul Mazursky | Mejor guion adaptado Presentado por: Lauren Bacall y Jon Voight Midnight Express (El expreso de medianoche) - Oliver Stone basada en la novela homónima de Billy Hayes y William Hoffer - Bloodbrothers (Stony, sangre caliente/Cuestión de sangre)- Walter Newman basada en la novela homónima de Richard Price - California Suite - Neil Simon basada en su obra de teatro - Heaven Can Wait (El cielo puede esperar) - Elaine May y Warren Beatty basada en la obra de teatro de Harry Segall - Same Time, Next Year (El próximo año a la misma hora) - Bernard Slade basada en su obra de teatro                                    |
| Mejor película de habla no inglesa Presentado por: Yul Brynner y Natalie Wood Préparez vos mouchoirs (¿Quiere ser el amante de mi mujer?), de Bertrand Blier (Francia) - Die gläserne Zelle (La celda de cristal), de Hans W. Geißendörfer (R.F.A.) - Magyarok (Húngaros), de Zoltán Fábri (Hungría) - I nuovi mostri (¡Que viva Italia!), de Dino Risi, Mario Monicelli y Ettore Scola (Italia) - Belyy Bim - Chyornoe ukho (White Bim Black Ear), de Stanislav Rostotsky (URSS) | Mejor documental largo Presentado por: Mia Farrow y David L. Wolper Scared Straight! – Arnold Shapiro - The Lovers' Wind (Le vent des amoureux) – Albert Lamorisse (posthumous nomination) - Mysterious Castles of Clay – Joan Root y Alan Root - Raoni – Jean-Pierre Dutilleux y Luiz Carlos Saldanha - With Babies and Banners: Story of the Women's Emergency Brigade – Lorraine Gray |
| Mejor cortometraje de ficción Presentado por: Robby Benson y Carol Lynley Teenage Father – Taylor Hackford - A Different Approach – Jim Belcher y Fern Field - Mandy's Grandmother Andrew Sugerman - Strange Fruit – Seth Pinsker | Mejor documental corto Presentado por: Mia Farrow y David L. Wolper The Flight of the Gossamer Condor – Jacqueline Phillips Shedd y Ben Shedd - The Divided Trail: A Native American Odyssey – Jerry Aronson - An Encounter with Faces – Vidhu Vinod Chopra y K. K. Kapil - Goodnight Miss Ann – August Cinquegrana - Squires of San Quentin – J. Gary Mitchell |
| Mejor cortometraje animado Presentado por: Robby Benson y Carol Lynley Special Delivery – Eunice Macauley y John Weldon - Oh My Darling – Nico Crama - Rip Van Winkle – Will Vinton | Mejor banda sonora dramática original Presentado por: Dean Martin y Raquel Welch Midnight Express (El expreso de medianoche) - Giorgio Moroder - The Boys From Brazil (Los niños del Brasil) - Jerry Goldsmith - Days of Heaven (Días de cielo) - Ennio Morricone - Heaven Can Wait (El cielo puede esperar) - Dave Grusin - Superman: The Movie (Superman: la película) - John Williams |
| Mejor orquestación: coro original y adaptación -u- orquestación: adaptación Presentado por: Dean Martin y Raquel Welch The Buddy Holly Story (La historia de Buddy Holly) – Joe Renzetti - Pretty Baby (La pequeña) – Jerry Wexler - The Wiz (El mago) - Quincy Jones | Mejor canción original Presentado por: Ruby Keeler y Kris Kristofferson "Last dance" de Thank God It's Friday (Por fin ya es viernes) – Música y letra de Paul Jabara - Hopelessly devoted to you de Grease – Música y letra de John Farrar - The last time I felt like this de Same Time, Next Year (El próximo año a la misma hora) – Música de Marvin Hamlisch; Letra de Alan Bergman y Marilyn Bergman - Ready to take a chance again de Juego peligroso – Música de Charles Fox; Letra de Norman Gimbel - When you're loved de The Magic of Lassie (La magia de Lassie) – Música y letra de Richard M. Sherman y Robert B. Sherman |
| Mejor sonido Presentado por:Margot Kidder y Christopher Reeve The Deer Hunter (El cazador) – Richard Portman, William L. McCaughey, Aaron Rochin y C. Darin Knight - The Buddy Holly Story (La historia de Buddy Holly) - Tex Rudloff, Joel Fein, Curly Thirlwell y Willie D. Burton - Days of Heaven (Días de cielo) - John Wilkinson, Robert W. Glass Jr., John T. Reitz y Barry Thomas - Hooper - Robert Knudson, Robert Glass, Don MacDougall y Jack Solomon - Superman: The Movie (Superman: la película) - Gordon K. McCallum, Graham V. Hartstone, Nicolas Le Messurier y Roy Charman                                                   | Mejor diseño de vestuario Presentado por: Ray Bolger y Jack Haley Death on the Nile (Muerte en el Nilo) – Anthony Powell - Caravans (Caravanas) - Renie Conley - Days of Heaven (Días de cielo) - Patricia Norris - The Swarm (El enjambre) - Paul Zastupnevich - The wiz (El mago) - Tony Walton |
| Mejor dirección de arte Presentado por: Shirley Jones y Ricky Schroder Heaven Can Wait (El cielo puede esperar) – Dirección artística: Paul Sylbert y Edwin O'Donovan; Decorados: George Gaines - California Suite – Dirección artística: Albert Brenner; Decorados: Marvin March - Interiors (Interiores) – Dirección artística: Mel Bourne; Decorados: Daniel Robert - The wiz (El mago) – Dirección artística: Tony Walton y Philip Rosenberg; Decorados: Edward Stewart y Robert Drumheller - The Brink's Job (El mayor robo del siglo) – Dirección artística: Dean Tavoularis y Angelo P. Graham; Decorados: George R. Nelson y Bruce Kay | Mejor fotografía Presentado por: James Coburn y Kim Novak Days of Heaven (Días de cielo) – Néstor Almendros - The Deer Hunter (El cazador) - Vilmos Zsigmond - Heaven Can Wait (El cielo puede esperar) - William A. Fraker - Same Time, Next Year (El próximo año a la misma hora) - Robert Surtees - The wiz (El mago) - Oswald Morris |
| Mejor montaje Presentado por: Dom DeLuise y Valerie Perrine The Deer Hunter (El cazador) – Peter Zinner - Midnight Express (El expreso de medianoche) - Gerry Hambling - The Boys From Brazil (Los niños del Brasil) - Robert Swink - Coming Home (El regreso) - Don Zimmerman - Superman: The Movie (Superman: la película) - Stuart Baird | Óscar a los mejores efectos visuales Presentado por: Steve Martin Superman: The Movie (Superman: la película) – Les Bowie, Colin Chilvers, Denys N. Coop, Roy Field, Derek Meddings y Zoran Perisic |

### Óscar Honorífico
- Walter Lantz, por la creación de personajes inolvidables entre los que se incluyen Woody Woodpecker.[7]
- Museum of Modern Art Department of Film, en reconocimiento por la educiacón y intento de atraer al público el valor del cine.[8]
- Laurence Olivier, por su notable carrera para el entretenimientos del público a través del cine.[9]
- King Vidor, por sus logros distintivos e innovaciones a la dirección en el cine.[10]

### Premio Humanitario Jean Hersholt
- Leo Jaffe[11]

## Premios y nominaciones múltiples
| Película                                                    | Nominaciones | Premios |
| ----------------------------------------------------------- | ------------ | ------- |
| The Deer Hunter (El cazador)                                | 9            | 5       |
| Coming Home (El regreso)                                    | 8            | 3       |
| Midnight Express (El expreso de medianoche)                 | 6            | 2       |
| Heaven Can Wait (El cielo puede esperar)                    | 9            | 1       |
| Days of Heaven (Días de cielo)                              | 4            | 1       |
| Superman: The Movie (Superman: la película)                 | 4            | 1       |
| California Suite                                            | 3            | 1       |
| The Buddy Holly Story (La historia de Buddy Holly)          | 3            | 1       |
| Préparez vos mouchoirs (¿Quiere ser el amante de mi mujer?) | 1            | 1       |
| Death on the Nile (Muerte en el Nilo)                       | 1            | 1       |
| Thank God It's Friday (Por fin es viernes)                  | 1            | 1       |
| Interiors (Interiores)                                      | 5            | 0       |
| The wiz (El mago)                                           | 4            | 0       |
| Same Time, Next Year (El próximo año a la misma hora)       | 4            | 0       |
| The Boys From Brazil (Los niños del Brasil)                 | 3            | 0       |
| An Unmarried Woman (Una mujer descasada)                    | 3            | 0       |
| Höstsonaten (Sonata de otoño)                               | 2            | 0       |